# Weegbreebeer
De weegbreebeer (Parasemia plantaginis) is een nachtvlinder uit de familie van de spinneruilen (Erebidae) en de onderfamilie van de beervlinders (Arctiinae).
De spanwijdte van de vlinder bedraagt tussen de 32 en 38 millimeter. De achtervleugels van het mannetje zijn zwart met wit of geel terwijl deze bij het vrouwtje rood met bruin zijn. De mannelijke vlinders zijn vooral overdag actief terwijl de vrouwtjes juist meer actief zijn na zonsondergang.
Waardplanten van de vlinder zijn weegbree, leeuwentand, havikskruid, en andere lage planten. De weegbreebeer komt voor in bosgebieden en bij zurige graslanden in het grootste gedeelte van het Palearctisch gebied.
De vliegtijd is van begin juni tot eind juli.